# The Plant-Book: A Portable Dictionary of the Higher Plants
The Plant-Book: A Portable Dictionary of the Higher Plants (abreviado Pl.-Book) es un libro con ilustraciones y descripciones botánicas que fue escrito por el botánico y bibliotecario inglés David John Mabberley y publicado en el año 1987 con una segunda edición en el año 1989.
The Plant-Book es ampliamente aceptado como un texto de referencia esencial para cualquier conocimiento o para escribir sobre las plantas. En más de 20.000 entradas este diccionario integral proporciona información sobre cada familia y género de plantas con semilla (incluyendo las gimnospermas),